# Polemon notatus
Espèce
Synonymes
- Microsoma notatum Peters, 1882
- Cynodontophis aemulans Werner, 1902
- Polemon notatus aemulans (Werner, 1902)

Polemon notatus est une espèce de serpents de la famille des Lamprophiidae. 

## Répartition
Cette espèce se rencontre :
- en République démocratique du Congo ;
- en République centrafricaine ;
- au Cameroun ;
- au Gabon ;
- en République du Congo.

## Description
C'est un serpent venimeux.

## Publications originales
- Peters, 1882 : Den Namen der Batrachiergattung Hylonomus in Hyloscirtus zu ändern und legte zwei neue Arten von Schlangen, Microsoma notatum, und Liophis ygraecum. Sitzungsberichte der Gesellschaft naturforschender Freunde zu Berlin, vol. 1882, no 8, p. 127-129 (texte intégral).
- Werner, 1902 : Ueber westafrikanische Reptilien. Verhandlungen der Kaiserlich-Königlichen Zoologisch-Botanischen Gesellschaft in Wien, vol. 52, p. 332-348 (texte intégral).